# Зельберг, Борис Ильич
Борис Ильич Зельберг — председатель Восточно-Сибирского научного центра Международной академии наук экологии и безопасности жизнедеятельности.

## Биография
После окончания металлургического факультета Иркутского политехнического института в 1969 году, занимал различные должности: младшего научного сотрудника, старшего инженера Иркутского филиала ВАМИ, старшего научного сотрудника, доцента Иркутского института народного хозяйства (1972—1982 г.г.), мастера электротермического отделения цеха кремния Иркутского алюминиевого завода (1983 г.), доцента, профессора, заведующего кафедрой электрометаллургии лёгких металлов Иркутского технического университета (1984—1997 г.г.), начальника тех. отдела, заместителя генерального директора по научной работе ОАО «Сибирский научно-исследовательский, конструкторский и проектный институт алюминиевой и электродной промышленности» (1998—2010 г.г.), с 2010 г. генеральный директор ООО «Спецстройинвест», с 2017 г. заместитель генерального директора по научной работе и инновациям ООО «Спецстройинвест».
В 1977 г. в Уральском политехническом институте защитил диссертацию на соискание учёной степени кандидата технических наук по теме «Исследование, разработка и применение брикетированных материалов для выплавки технического кремния»; в 1990 г. — защита в Иркутском государственном техническом университете докторской диссертации на тему «Теория и практика создания и применения новых листовых материалов для производства кремния».
Присвоено звание доцента в 1981 г.; присвоено звание профессора в 1993 г.; в 1996 г. избран действительным членом Международной академии наук экологии и безопасности жизнедеятельности.
За работу «Рациональное использование сырьевых ресурсов» награждён свидетельством участник ВДНХ (1973 г.), за работу «Брикетирование кварцсодержащих шихт для выплавки кремния высокой частоты» награждён серебряной медалью ВДНХ (1977 г.), за работу «Брикетирование гидролизного лигнина в условиях торфобрикетных заводов» награждён бронзовой медалью ВДНХ (1978 г.), за «Создание технологии целлолигнина в условиях Шумерлинского химического завода» награждён свидетельством участника ВДНХ (1979 г.), «Использование брикетированного целлолигнина с целью частичной замены древесного угля в условиях электротермического цеха Запорожского алюминиевого завода» награждён золотой медалью (1980 г.).
За  вклад в развитие научно- технического прогресса Б. И. Зельберг награждён почётным дипломом ВДНХ СССР (1981 г.).
За работу «Разработка и внедрение технологии получения алюминиевых сплавов и лигатур» присуждена Премия Губернатора Иркутской области по науке и технике (2002 г.).
Б. И. Зельберг внёс большой вклад в научно- исследовательские, конструкторские и проектные работы, в результате которых был создан опытно- промышленный участок группы электролизеров в условиях Уральского алюминиевого завода и в дальнейшем была внедрена технология получения алюминия с использованием обожжённых анодов силой тока 300 кА и построена V серия Иркутского алюминиевого завода, производительностью 170.000 тонн алюминия в год.
Б. И. Зельберг принимал непосредственное участие в разработке и внедрении следующих научно-технических разработках:
— Технологии совместного брикетирования гидролизного лигнина и окислов РЗМ для дальнейшего использования брикетов в ферросплавном цехе Ново-липецкого металлургического комбината с целью раскисления стали и получения труб северного исполнения;
— Технологии карботермического восстановления красных шламов с целью извлечения оксида скандия;
— Технологии получения кремния высокой частоты в рудовосстановительных печах постоянного тока из чистых рудных материалов и углеродистых восстановителей, с дальнейшим рафинированнием и получением на ростовых машинах, кремния для солнечной энергетики;
— Основной разработчик угольно-сорбционной технологии извлечения золота из растворов, создание новой обогатительной установки и внедрение 3-х аппаратов «Кнельсона» для извлечения «тонкого золота» в условиях ПО «Алданзолото» — научный руководитель работ по созданию каумпандированных связующим, состоящих из каменноуголного песка и продуктов нефтепереработки (нефтяной пек, битум) с целью значительного снижения 3,4 бенз(о)пирена при получении анодной массы в производстве алюминия;
— Разработаны и внедрены технологии использования пыли «сухой» газоочистки производства кремния на Иркутском и Братском алюминиевых заводах, связанные с получением теплоизоляционных метериалов для защиты щёк, колец, штор рудовосстановительных печей для выплавки кремния, изготовление строительных конструкций в условиях Хабаровского строительного комбината, композиционных материалов и тд.;
— Разработка и внедрение новой конструкции рудотермических печей с созданием «активного» центра на машине, что позволило значительно быстрее достигнуть проектных мощностей в условиях пуска печей и, увеличение их производительности и получение дополнительно тысяч тонн ферросплавов и кремния на Иркутском и Братском алюминиевых заводах, Челябинском электрометаллургическом комбинате и Зестафинском заводе ферросплавов;
— Разработана и внедрена технология выплавки кремния с использованием в качестве восстановителя нефтяного кокса повышенной активности, что позволило снизить расходы древесного угля и щепы, повысить качество готового продукта и сделать рентабельным производство кремния в условиях АО «Кремний».
— Совместно с Железногоским горно-химическим комбинатом запатентованы и внедрены на Иркутском и Красноярском алюминиевых заводах токоподводящие штыри новой конструкции, полученные по технологии «сварка-взрывом» с целью снижения перепада напряжения и экономии расхода электроэнергии.
— Совместно с ИГУ запатентовано и внедрено на Иркутском алюминиевом заводе математическое и программированное обеспечение автоматизированного управления некоторыми локальными процессами производства алюминия, включающие в себя форму рабочего пространства, с целью изучения теплоизоляции катода и технологических параметров эксплуатации; автоматический анализ профилей температурного поля катодного узла; графическое представление формы конуса спекания анодного массива и температурных полей на поверхности КПК; автоматизированная информационно-аналитическая база данных «Алюминиевый электролизёр» с целью повышения срока службы электролизера.
— Совместно с институтом геохимии СО РАН выявлены и внедрены в условиях ООО «СУАЛ-ПМ» основные закономерности формирования структуры и химического состава частиц порошкового алюминия, полученного методом газового распыления расплава.
Выдан технологический регламент для ТЭО, проектирования и строительства завода по получения карборунда в условиях Ангарского электролизно-химического комбината с использованием Черемшанского кварцита и нефтяного кокса повышенной активности, полученного совместным коксованием с тяжёлой смолой пиролиза на НПЗ АО «АНХК».
Б. И. Зельберг является основным инициатором и организатором шести Всероссийских научно-технических конференций молодых учёных и специалистов алюминиевой и электродной промышленности, а также организатором в разные годы, восьми научно-технических конференций направленных на создание, совершенствования и внедрения ресурсо, энергосберегающей, экологически чистой технологии получения кремния.
Доктор технических наук, профессор Б. И. Зельберг является автором 460 научных трудов, в том числе 38 монографий, учебников и справочников, участником 76 Всероссийских, Всесоюзных и Международных конгрессов, в том числе в США, Канаде, Австралии, Франции и др., 128 авторских свидетельств и патентов, из которых 32 внедрены в производство с большим экономическим и экологическим эффектами.
Под руководством Б. И. Зельберга защищено 2 докторских и 16 кандидатских диссертаций, в стадии подготовки 5 кандидатских и 6 докторских диссертаций.
Профессор Б. И. Зельберг является автором новой внедрённой в учебный процесс ИрГТУ системы подготовки элитных инженерных кадров высшей квалификации для Иркутского и Братского алюминиевых заводов, получившей название «ВТУЗ- завод», по которой подготовлены сотни инженерно- технических работников.
Б. И. Зельберг являлся инициатором и автором создания цикла (библиотечка рабочего) состоящего из 12 наименований книг по вопросам производства алюминия и кремния, производства анодной массы, капитальному ремонту алюминиевых электролизеров различной мощности и рудовосстановительных печей, охране труда, промышленной безопасности и экологии, направленных на улучшение подготовки рабочих и ИТР, что способствовало более профессиональному ведению технологических процессов.
Б. И. Зельберг был членом учёного совета факультета машиностроения и автотранспорта Иркутского института народного хозяйства, членом учёного совета металлургического факультета ИПИ, заместителем председателя областного совета по НИРС, заместителем председателя научно- технического совета ОАО «СибВАМИ», ответственным редактором сборника научных трудов «Электрометаллургия лёгких металлов», членом секции «Металлургия лёгких металлов», издательство «Металл», председателем секции «Производство кремния» Международного конгресса «Металлы и минералы», председателем комиссии государственной экологической экспертизы по строительству Тайшетской анодной фабрики, заместителем председателя комиссии по оценке воздействия на окружающую среду на Красноярском, Братском и Иркутском алюминиевых заводах, заместителем председателя и председателем Восточно-Сибирского научного центра МАНЭБ, а также председателем федерации лёгкой атлетики Иркутской области (1995—2000 г.г.).
В качестве генерального директора ООО «Спецстройинвест» Б И. Зельберг непосредственно участвовал в строительстве крупнейших объектов агропромышленного комплекса, в частности коровника на 260 годов крупного рогатого скота (п. Тараса, Боханского района) и 360 голов крупного рогатого скота (деревня Лыловщина, Иркутского района), капитального ремонта рудовосстановительной печи IV ЗАО «Кремний» с изменением её конструкции, что позволило повысить техноко-экономические показатели получения кремния, строительно-монтажных и ремонтных работ на Иркутском алюминиевой заводе, АО «АНХК», и проведение научно-исследовательских и опытно- промышленных работ по обезвреживанию и рекультивации шлам-лигнина ОАО «БЦБК».
С 2014 г. заслуженный деятель науки, лауреат премии Правительства РФ в области науки и техники, доктор технических наук, профессор, академик МАНЭБ Б. И. Зельберг является научным руководителем "Технология обезвреживания и рекультивации шлам-лигнина ОАО «Байкальский целлюлозно-бумажный комбинат».

## Основные научные труды
- Шихта для электротермического производства кремния. — Челябинск: Металл, 1994. — 320 с.

- Теоретические аспекты электроплавки кремния. — С-Пб.: МАНЭБ, 1999. — 292 с[4].

- Электрометаллургия кремния и алюминия. — С-Пб.: Из-во МАНЭБ. 2000. — 513 с.

- Справочник металлурга. Производство кремния. — С-Пб.: Из-во МАНЭБ. — 2004. — 555 с.

- Справочник металлурга. Производство алюминия и сплавов на его основе. С-Пб.: Из-во МАНЭБ. — 2005. — 691 с.

- Электрометаллургия кремния. — С-Пб.: Из-во МАНЭБ. 2005. — 553 с.

- Электрометаллургия алюминия. — С-Пб.: Из-во МАНЭБ. 2008. — 603 с.

- Производство кремния. Справочник металлурга. — С-Пб.: Из-во МАНЭБ. — 2013. — 364 с.

- Справочник металлурга. Производство алюминия и сплавов на его основе. С-Пб.: Из-во МАНЭБ. — 2014. — 672 с.

- Справочник металлурга. Производство алюминия и сплавов на его основе. — С-Пб.: Из-во МАНЭБ. — 2015. — с.

- Новые материалы на основе нефтяного сырья. — С-Пб.: Из-во МАНЭБ. 2017. — 202 с.
- Исследование, разработка и применение брикетированных материалов для выплавки технического кремния. Св-к, Урал. политехн. ин-т им. С.М. Кирова, 1977[5]

- Теория и практика электротермии кремния. — СП-б.: Из-во МАНЭБ, 2020. — 638 с.

## Награды
- Заслуженный деятель науки Российской Федерации[6]
- лауреат премии им. Н. Г. Янгеля в области науки и техники (1979 г.)
- лауреат премии правительства РФ в области науки и техники (1995 г.)
- лауреат премии за лучшую научно-исследовательскую работу среди высших учебных заведений Иркутской области (1996, 1997 г.г.)
- лауреат премии губернатора Иркутской области в области науки и техники (2002 г.)
- золотая медаль им. М. В. Ломоносова
- орден звезды Вернадского I степени
- орден «Звезда Учёного»
- Орден «За Гуманизм» III степени
- медалью «Петр Великий»

За заслуги в развитии научно-технического прогресса Б. И. Зельберг награждён почётным дипломом ВДНХ СССР, золотой, серебряной и бронзовой медалями и двумя свидетельствами «Участник ВДНХ СССР».
Б. И. Зельберг неоднократно имел благодарности, почётные грамоты различного уровня, знаки победителя социалистического соревнования, заносился на доски почёта Института народного хозяйства и средней школы 11, а также является одним из лучших выпускников ИРНИТУ.

## Семья
Жена — Егорченкова Елена Яковлевна (1952 г.р.) — Директор Центра языковой подготовки, заведующая кафедрой европейских языков БГУ, Заслуженный работник высшей школы РФ, кандидат филологических наук, профессор, академик Академии гуманитарных наук.
Имеет двух дочерей: Косова Ю. Б.(1974 г.р.) — кандидат филологических наук, доцент кафедры иностранных языков БГУ, Зельберг А. Б.(1989 г.р.) — кандидат юридических наук, член-корреспондент МАНЭБ, генеральный директор ООО «Спецстройинвест», пять внуков: Марта (2006 г.р.), Егор (2009 г.р.), Марк (2011 г.р.), Андрей (2016 г.р.), Василий (2022 г.р.).